# Macbeth (album)
 (février 2018).
Albums de Laibach
Let It Be
(1988) Kapital
(1992)
Macbeth est un album de Laibach sorti le 22 janvier 1990.

## Historique
Après Krst pod Triglavom - Baptism, le groupe réitère l'expérience de la composition d'une bande originale en acceptant l'écriture de morceaux pour la fameuse tragédie Macbeth de William Shakespeare. La pièce est réalisée par Wilfried Minks pour le Deutsches Schauspielhaus à Hambourg en 1987, théâtre qui vient de collaborer avec les Berlinois de Einstürzende Neubauten. Laibach a d'ailleurs déclaré:
« Neubauten détruit les nouveaux bâtiments et nous restaurons les anciens. »
Contrairement à Krst pod Triglavom, le groupe doit concevoir la bande son alors que la plupart des scènes sont déjà montées. Les morceaux mélangent l'esprit indus martial des premiers albums à des samples de musique classique pour créer le son caractéristique de Macbeth. Laibach a l'occasion de travailler avec Peter Mlakar durant la résidence du groupe au Deutsches Schauspielhaus. 
Si les éditions CD ne comprennent qu'une seule piste, la liste des titres est quand même disponible. L'album fait quelques références à Rudolf Hess. Ainsi le titre du morceau « 10.5.1941 » correspond à la date de son trajet sans retour vers l'Écosse, en pleine Seconde Guerre mondiale, et « NJC + 11 » est une allusion aux marquages présents sur le fuselage du Messerschmitt Bf 110 utilisé pour ce périple.

## Liste des titres

### Version LP
| A1. | Preludium             | 1:02 |
| A2. | Agnus Dei [Acropolis] | 4:33 |
| A3. | Wutach Schlucht       | 4:27 |
| A4. | Die Zeit              | 1:14 |
| A5. | Ohne Geld             | 3:52 |
| A6. | U.S.A.                | 0:50 |

| B1. | 10.5.1941                | 0:31 |
| B2. | Expectans Expectavos     | 5:13 |
| B3. | Coincidentia Oppositorum | 4:21 |
| B4. | Wolf                     | 1:03 |
| B5. | Agnus Dei [Exil Und Tod] | 4:54 |

## Crédits
- Laibach - production, mixage
- Milan Fras – chant, instruments
- Jani Novak – instruments
- Ervin Markošek – instruments
- Dejan Knez – instruments
- Iztok Turk - production, mixage
- Janez Križaj - production, mixage
- John Dent - mastering
- New Collectivism Studio - conception graphique
- Designland - maquette

## Versions
| Type | Label            | Référence   | Année | Pays                                                 |
| ---- | ---------------- | ----------- | ----- | ---------------------------------------------------- |
| LP   | Mute Records     | STUMM 70    | 1990  | Allemagne, Italie, Royaume-Uni, Scandinavie          |
| LP   | Restless Records | 7 71458-1   | 1990  | USA                                                  |
| CD   | Mute Records     | CD STUMM 70 | 1990  | Allemagne, Royaume-Uni, Scandinavie, Tchécoslovaquie |
| CD   | Restless Records | 7 71458-2   | 1990  | USA                                                  |
| K7   | Mute Records,    | CSTUMM70    | 1990  | Royaume-Uni                                          |
| K7   | Restless Records | 7 71458-4   | 1990  | USA                                                  |